# Peter O’Donnell (Segler)
Peter Joseph „Pod“ O’Donnell (* 28. Februar 1939; † 9. Januar 2008 in Hallidays Point) war ein australischer Segler.

## Erfolge
Peter O’Donnell nahm an den Olympischen Spielen 1964 in Tokio in der 5,5-Meter-Klasse neben James Sargeant als Crewmitglied von Rudergänger Bill Northam teil. Die drei Australier gewannen drei der sieben Wettfahrten und wurden mit 5981 Punkten Olympiasieger vor dem schwedischen Boot um Lars Thörn und dem von John McNamara angeführten US-amerikanischen Boot. 1958 und 1987 gewann O’Donnell die Sydney-Hobart-Regatta, zudem nahm er am America’s Cup teil.